# راه بدکاران (فیلم ۱۹۶۱)
راه بدکاران (به ایتالیایی: La viaccia) یک فیلم سینمایی درام ایتالیایی محصول سال ۱۹۶۱ به کارگردانی مائورو بولونینی بر اساس رمانی از ماریو پراتیسی است. بازیگران اصلی فیلم کلودیا کاردیناله و ژان-پل بلموندو هستند. این فیلم توانست به جشنواره فیلم کن ۱۹۶۱ راه پیدا کند.

## بازیگران
- ژان-پل بلموندو در نقش آمریگو
- کلودیا کاردیناله در نقش بیانکا
- پیترو جرمی در نقش استفانو
- گابریلا پالوتا در نقش کارملیندا
- رومولو والی در نقش دانته
- پل فرانکر در نقش فردیناندو
- جینا سامارکو
- مارسلا والری در نقش بپا
- اما بارون نقش جیووانا
- فرانکو بالدوچی نقش توگناچیو
- کلودیو بیاوا در نقش آرلچینو
- ناندو آنجلینی جوانی
- دویلیو دموره در نقش برناردو
- جوزپه توسی در نقش کازامونتی
- پائولا پیتاگورا نقش آنا
- جیانا جیاکتی به عنوان شبانه‌روزی در روسپی خانه
- روزیتا دی ورا کروز در نقش مارگریتا
- دانته پوزانی در نقش گوستاوو
- اولیمپیا کاوالی به عنوان شبانه‌روزی
- اورلیو ناردی به عنوان مرد توپ
- موریس پولی
- رنتسو پالمر
- رینا مورلی